# Liste der militärischen Führer des Pfälzischen Aufstands
Die Liste der militärischen Führer führt Revolutionäre auf, die 1849 während des Pfälzischen Aufstands das „Pfälzische Volksheer“, die Bataillone der Volkswehren sowie verschiedene kleinere Einheiten kommandierten, die oft unabhängig agierten.

## Geschichte
Nach großen Volksversammlungen in Kaiserslautern wählten am Abend des 2. Mai 100 Teilnehmer einen Landesverteidigungsausschuss, später „Landesausschuß für die Verteidigung und Durchführung der Reichsverfassung“ genannt. In der Folge werden die Bürgerwehren in die Pfälzische Volkswehr überführt. Am 7. Mai legitimierte Bernhard Eisenstuck, der Reichskommissar der Frankfurter Zentralgewalt für die Pfalz, den Landesverteidigungsausschuss. Nachdem der Schweizer General Dufour (1787–1875) eine Berufung ablehnte, wurden zwei provisorische Oberkommandanten der Volkswehr ernannt.
Am 17. Mai stimmte eine Versammlung von 28 Vertretern der pfälzischen Kantone in Kaiserslautern mit knapper Mehrheit (15:13 Stimmen) für die Errichtung einer fünfköpfigen provisorischen Regierung unter der Führung des Notars Joseph Martin Reichard. Dieser wurde Präsident und Kriegsminister. Drei Tage später ernannte die provisorische Regierung eine Militär-Kommission der Pfalz. Nach dem Scheitern der beiden Oberkommandanten vor der Festung Landau wurde am 26. Mai ein polnischer Offizier zum Oberkommandanten ernannt. Wiederum fünf Tage später folgte die Ernennung von 
elf Militär-Kommissären für die Landkommissariate.
Das pfälzische Volksheer umfasste maximal 13.000 Mann, was 18 Prozent der waffenfähigen Pfälzer entsprach. Es war in mehrere Bataillone gegliedert, neben denen es Freikorps und unter anderem Einheiten gab, die nur mit „Polensensen“ bewaffnet waren. Nach dem Scheitern des Aufstands im Juni 1849 flohen die militärischen Führer sowie die Kommissäre ins Ausland. In der Anklag-Akte wurden sie in verschiedenen Gruppen aufgeführt und 1851 in Abwesenheit zum Tode verurteilt. Angehörige des bayerischen Militärs wurden nach dem Militärstrafrecht abgeurteilt, sie finden sich nicht in der Anklag-Akte.

## Oberkommandant in Baden und der Pfalz
- Ludwik Mierosławski (1814–1878), General und Oberbefehlshaber der Revolutionsarmee. Sein Bruder Adam Mierosławski (1815–1851) war Kommandant „auf dem Rhein“ und der Pioniere.[2]

## Pfälzisches Volksheer

### Oberkommandanten der Pfälzischen Volkswehr
- Daniel Fenner von Fenneberg (1818–1863), provisorischer Oberkommandant seit 8. Mai 1849
- Feliks Raquillier (1778–1863), provisorischer Oberkommandant seit 12. Mai 1849
- Franz Sznayde (1790–1850), seit 26. Mai 1849 Obercommandant der gesammelten Streitmacht in der Rheinpfalz[2]

### Bataillonskommandanten
- Carl Ludwig Heusner, Rheinhessisches Freischärler-Bataillon
  - Major Rouppert, Nachfolger Heusners
- Alexander Schimmelfennig (1824–1865), Volkswehrbataillon Zweibrücken
- Ludwig Schlincke (* 1808), Volkswehrbataillon (1. Pfälzisches) in Göllheim
- Franz Sznayde, Volkswehrbataillon Kaiserslautern
- Friedrich Anneke (1818–1872), Kommandant der Pfälzischen Artillerie[2]

## Militär-Kommission der Pfalz
Ordentliche Mitglieder waren:
- Gustav Adolph Techow (1813–1890), Vorsitzender und Chef des Generalstabs
- Eduard Kuchenbecker (* 1810), stellvertretender Vorsitzender
- Friedrich Anneke (1818–1872)
- Friedrich von Beust (1817–1899)
- Alexander Schimmelfennig (1824–1865)
- Ludwig Schlincke (* 1808)
- Ludwig Weidig (* 1795)

Außerordentliche Mitglieder der Militär-Kommission:
- Ludwig Blenker (1812–1863)
- Albert Clement
- Conrad Joseph Diepenbrock (1808–1884)
- Theodor Fugger von Glött (1823–1850)
- Hugo Friedrich Oswaldt (* 1818)
- Feliks Raquillier (1778–1863)
- Franz Zitz (1803–1877)

## Kommandanten von Freikorps und anderer Einheiten
- Eduard Haas (* 1825), Freikorps (Studentenlegion)
- Philipp Keller (* 1813), Schützenkompanie (Forstleute)
- Joh. Heinrich Kraut, Kommandant der Pioniere in Ludwigshafen, Oberkommandant des Steinfelder Zugs
- Carl von Loreck (* 1828), Freischar
- Ferdinand Luchesi (* 1820), Robert Blum Rachekorps
- Carl Petersen (1828–1884), Studentenkorps (auch „Studentenlegion“)
- Heinrich Rochotte, Donnersberger Freischar
- Leopold Spegg (* 1804), Pioniereinheit – zerstört die Schiffsbrücke nach dem Übergang nach Baden
- Valentin Weber (1815–1895), Sensenkompagnie
- August von Willich (1810–1878), deutsche Legion Besancon
- Christian Zinn (1821–1890), Sensenkorps[2]

## Belege
1. ↑  Rudolf H. Böttcher: Die großen Volksversammlungen in Kaiserslautern. In: Die Familienbande der pfälzischen Revolution 1848/1849. Ein Beitrag zur Sozialgeschichte einer bürgerlichen Revolution. Sonderheft des Vereins für Pfälzisch-Rheinische Familienkunde. Band 14. Heft 6. Ludwigshafen am Rhein 1999. S. 265.
2. 1 2 3 4 5 6 7  Rudolf H. Böttcher: Militärische Einheiten – Volkswehr und „Freibanden“. In: Die Familienbande der pfälzischen Revolution 1848/1849. Ein Beitrag zur Sozialgeschichte einer bürgerlichen Revolution. Sonderheft des Vereins für Pfälzisch-Rheinische Familienkunde. Band 14. Heft 6. Ludwigshafen am Rhein 1999. S. 299–301.
3. ↑  Rudolf H. Böttcher: Ein demokratischer Betriebsunfall: Die Abstimmung der „Volksvertreter“. In: Die Familienbande der pfälzischen Revolution 1848/1849. Ein Beitrag zur Sozialgeschichte einer bürgerlichen Revolution. Sonderheft des Vereins für Pfälzisch-Rheinische Familienkunde. Band 14. Heft 6. Ludwigshafen am Rhein 1999. S. 286ff.
4. 1 2  Rudolf H. Böttcher: Die Militair-Commissäre. In: Die Familienbande der pfälzischen Revolution 1848/1849. Ein Beitrag zur Sozialgeschichte einer bürgerlichen Revolution. Sonderheft des Vereins für Pfälzisch-Rheinische Familienkunde. Band 14. Heft 6. Ludwigshafen am Rhein 1999. S. 299.